# Ukośna Szczelina Górna
Ukośna Szczelina Górna, Schronisko w Wąwozie Na Łopiankach III – szczelina w górnej części wąwozu Półrzeczki, na północ od wsi Mników w województwie małopolskim, w powiecie krakowskim, w gminie Liszki. Pod względem geograficznym znajduje się na Garbie Tenczyńskim, na południowym skraju Wyżyny Krakowsko- Częstochowskiej.

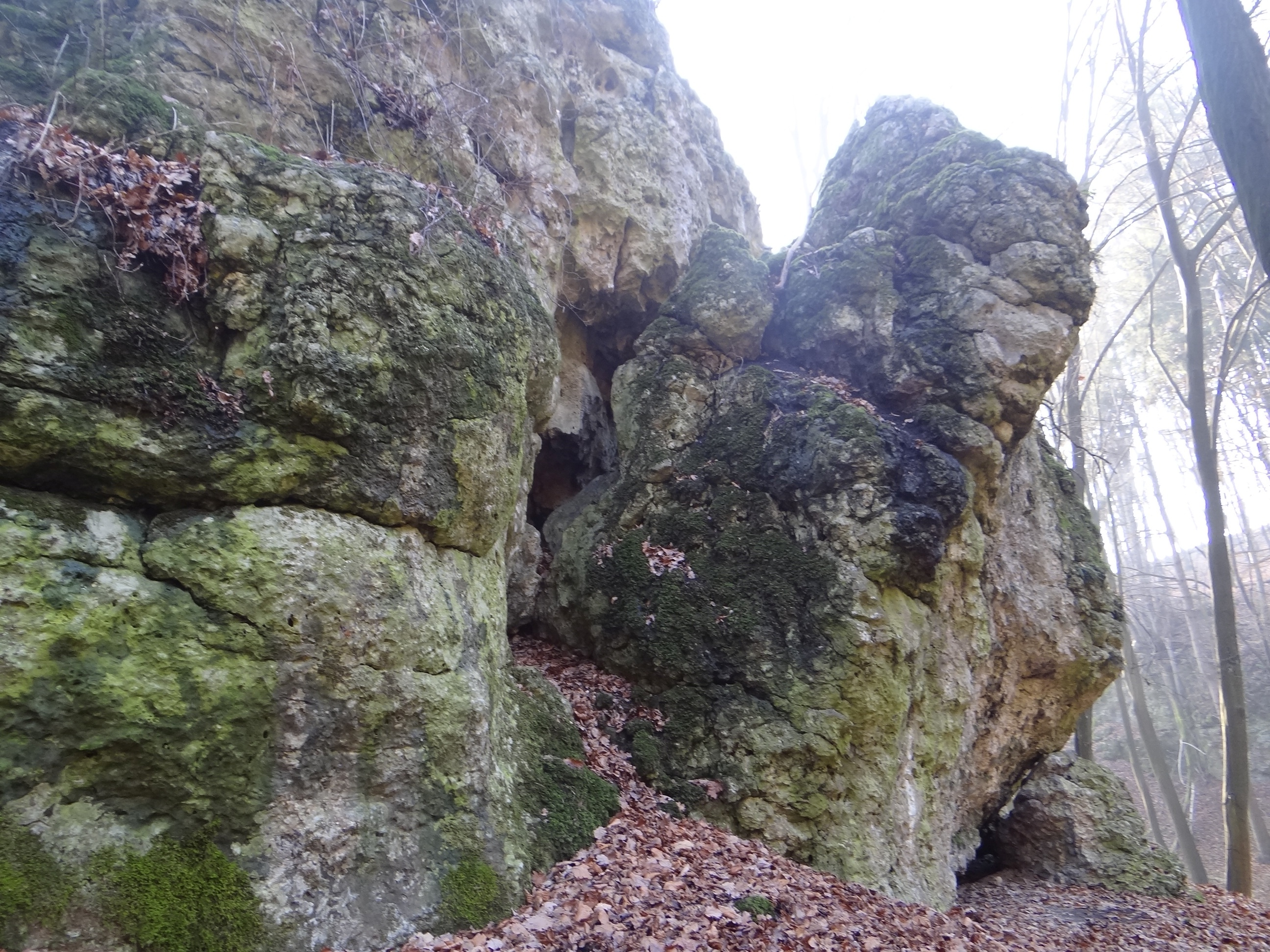
Ukośna Szczelina Górna (po lewej) i Dolna (po prawej)

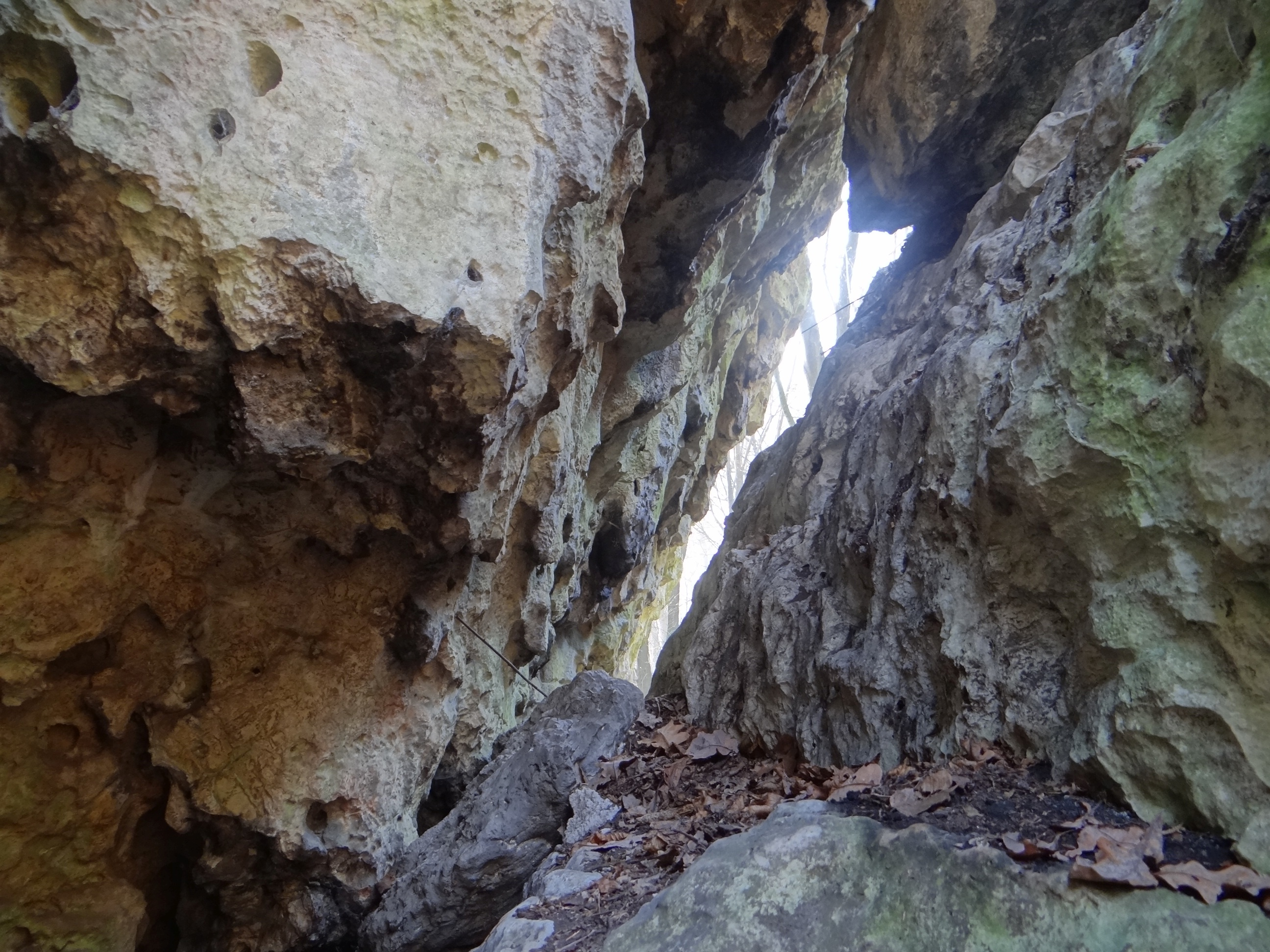
Ukośna Szczelina Górna

## Opis obiektu
Szczelina znajduje się w narożnej skale w orograficznie lewym zboczu wąwozu, na wysokości ok. 7 m nad dnem doliny, w odległości około 150 m od autostrady A4. W miejscu tym dolina zakręca. W jej prawych zboczach, naprzeciwko Ukośnej Szczeliny Dolnej znajduje się otwór jaskini Meander w Wąwozie Półrzeczki. 
Szczelina jest przelotowa. Otwór północny znajduje się powyżej dwóch skalnych progów o wysokości 0,5 m i 1,5 m. Ciągnie się na za nim ukośny, ciasny korytarz w postaci rynny dennej. Drugi, wschodni otwór znajduje się nad progiem o wysokości 1,8 m. Dno korytarza zalegają duże głazy. 
Szczelina powstała na ukośnym pęknięciu ciosowym w strefie aeracji w skałach wapiennych pochodzących z jury późnej. Jej ściany porastają glony. Podczas deszczu szczelina jest zalewana wodą ściekająca po ukośnej ścianie.
Jako Schronisko w wąwozie Na Łopiankach III wymienili ją w zestawieniu jaskiń w 1986 r. A. Górny i M. Szelerewicz. Dokumentację jaskini opracowali A. Górny i P. Malina w październiku 1999 r. Plan sporządził A. Górny.
W tej samej narożnej skale 2 m poniżej Ukośnej Szczeliny Górnej znajduje się Ukośna Szczelina Dolna.